# Gentianella albo-rosea
Hercampuri (Gentianella albo-rosea) es una planta herbácea perteneciente a la familia de las gencianáceas. Es originaria de Sudamérica.

## Descripción
Es una hierba perenne de tamaño pequeño, con raíces retorcidas y rugosas. Su tallo es de color marrón oscuro y tiene hojas de 1 cm de diámetro, simples, opuestas, lanceoladas y de color verde oscuras. Su inflorescencia es cimosa, con flores de colores lila o violeta, de hasta 1.5 cm de longitud. Su fruto contiene muchas semillas que van del color marrón al negro. 

## Distribución y hábitat
Se distribuye en Perú en toda la sierra por encima de los 4,000 metros, de manera silvestre. 

## Taxonomía
Gentianella albo-rosea fue descrita por (Gilg) Fabris  y publicada en Boletín de la Sociedad Argentina de Botánica 6(1): 48 en 1955.
Etimología
Gentiana: Según Plinio el Viejo y Dioscórides, su nombre deriva del de Gentio, rey de Iliria en el siglo II a. C., a quien se atribuía el descubrimiento del valor curativo de la Gentiana lutea.
Sinonimia
- Gentiana albo-rosea Gilg[1]

## Importancia económica y cultural

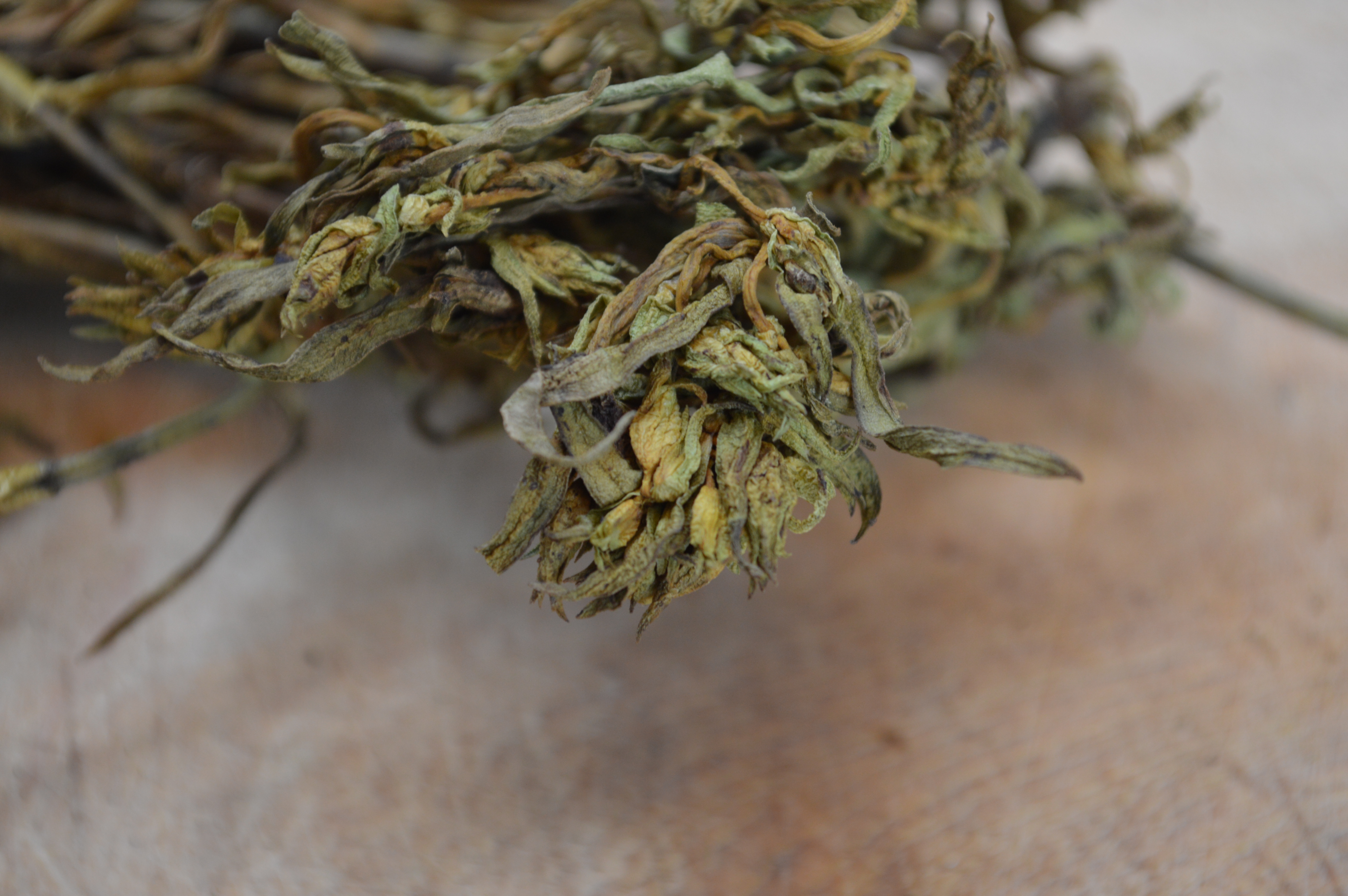
Flores secas de hercampuri.

### Usos en la medicina tradicional
La infusión o el cocimiento de la planta sirve para adelgazar, depura la sangre cuando se inflama el hígado, estimula la secreción biliar, alivia las afecciones hepáticas y evita las infecciones. Se la usa por sus propiedades contra el colesterol alto, la diabetes y como diurético. Se usa como medicina tradicional en las regiones en las que es espontánea.

### Farmacología
Un análisis en laboratorio del 2000 en la Universidad Hoshi en Japón encontró un nuevo sesterterpenoide en las partes aéreas de la planta que denominaron alborosina. Estudios del 2006 en la Universidad CEU San Pablo en España mostraron que un extracto metanólico de la planta tiene un efecto depurador de radicales libres y apoptotico en células de cultivo celular HeLa.
Un estudio en la Universidad Nacional Mayor de San Marcos el 2002 determinó la presencia de metabolitos secundarios (flavonoides, taninos, saponinas y glicósidos) y cromo en el hercampuri concluyendo en la importancia significativa por su acción hipoglucemiante; el estudio también analizo y concluyó lo mismo para Geranium dielsianum (Pasuchaca), Phyllantus niruri (Chancapiedra), Taraxacum officinale (Diente de león) y Chloraphora tinctoria (Mora).

## Nombres comunes
- Hercampure, hircampuri, té amargo, té de chavín, harcapura, té indio[8]